# 亚采克·弗绍瓦
亚采克·弗绍瓦（波蘭語：Jacek Wszoła，1956年12月30日—），波兰男子田径运动员。他曾代表波兰参加1976年和1980年夏季奥林匹克运动会田径比赛，获得一枚金牌和一枚银牌。